# Pleurothallis vellozoana
Pleurothallis vellozoana är en orkidéart som beskrevs av Rudolf Schlechter. Pleurothallis vellozoana ingår i släktet Pleurothallis och familjen orkidéer. Inga underarter finns listade i Catalogue of Life.